# エリクソン・ガジャルド
エリクソン・ジルソン・ガジャルド・トロ（Erickson Yirson Gallardo Toro  ,  1995年6月3日 - ）は、ベネズエラ・バリナス州バリナス出身のプロサッカー選手。ポジションはMF。

## 来歴
2014年に地元バリナスに本拠地を置くサモラFCでプロデビュー。以降出場機会が増え、2017年シーズンは31試合に出場。2018年シーズンは38試合6得点を記録。自己最多の成績を残し、同年シーズンのリーグ優勝に貢献した。
2019年7月9日、トロントFCと契約したことが発表された。
2022年11月9日、フェニックス・ライジングFCへの加入が発表された。

## ベネズエラ代表
2019年6月にベネズエラ代表に初招集され、同月1日の対エクアドル戦で代表デビュー。コパ・アメリカ2019の代表メンバー候補に挙がったものの、落選に終わった。